# Långören (vid Lökholm, Nagu)
Långören är en ö nära Borstö i Nagu,  Finland. Den ligger i Skärgårdshavet i Pargas stad i landskapet Egentliga Finland, i den sydvästra delen av landet. Ön ligger omkring 7 kilometer nordväst om Borstö, 31 kilometer söder om Nagu kyrka, 63 kilometer söder om Åbo och omkring 170 kilometer väster om Helsingfors. Närmaste allmänna förbindelse är förbindelsebryggan vid Lökholm som trafikeras av M/S Nordep.
Öns area är 15 hektar och dess största längd är 0,8 kilometer i sydväst-nordöstlig riktning.